# Heliumstem
Een heliumstem is de afwijkende klank van de stem van iemand die een mengsel van helium en zuurstof heeft ingeademd. De heliumstem klinkt alsof de toonhoogte van de stem sterk verhoogd is. Een basstem verandert bijna in het stemmetje van Donald Duck. Het effect ontstaat door het veranderde resonantiegedrag van de spraakholte, waardoor hogere frequenties in de spraak sterker klinken.
Een holte, zoals ook de keelholte, heeft een aantal specifieke resonantiefrequenties. Deze frequenties hangen af van de vorm en de afmetingen van de holte, maar ook van de snelheid van het geluid binnen de holte. De stembanden van een mens trillen in het spraakkanaal. Daarbij genereren de stembanden een brede frequentieband boven de grondtoon van de stembanden. De spraakholte versterkt diverse frequenties waardoor het typische stemgeluid ontstaat.
De geluidssnelheid in heliumgas is bijna drie keer zo hoog (ca. 965 m/s) als de geluidssnelheid in lucht (ca. 330 m/s). Daardoor zullen, als iemand helium ingeademd heeft, de resonantiefrequenties omhoog gaan volgens deze verhouding. De mechanische resonantiefrequenties van de vaste of flexibele delen van de spraakholte worden niet veranderd door het heliumgas, maar het gevolg van de hogere resonantiefrequenties in de spraakholte is dat de verschillende componenten in het spraakspectrum op een andere manier worden versterkt dan als er alleen lucht is ingeademd. Dit leidt tot een totaal ander timbre van de stem, en ook tot de verandering in de waargenomen toonhoogte.
Een ander edelgas, xenon, heeft een omgekeerd effect. Daar de geluidssnelheid in xenon lager is dan die in lucht, zal de xenonstem een overdreven trage en diepe basstem geven.

## Risico
Men moet zich rekenschap geven van het feit dat het inademen van puur helium of xenon gevaarlijk kan zijn. Als het gasmengsel geen of onvoldoende zuurstof bevat zal men bij langdurig inademen vrij snel bewusteloos raken en wellicht stikken. Dit overkwam in 2006 twee studenten uit Florida, die voor de grap in een met helium gevulde weerballon kropen. Het is extra gevaarlijk doordat benauwdheids- en overlevingsreflexen gebaseerd zijn op een teveel aan koolstofdioxide, niet op zuurstofgebrek, en dus ontbreken bij het inademen van helium. Een enkele teug helium is echter ongevaarlijk. Als edelgas is helium inert en dus niet giftig.